# Vanilla albida
Vanilla albida ist eine Pflanzenart aus der Gattung Vanille (Vanilla) in der Familie der Orchideen (Orchidaceae). Sie wächst als Kletterpflanze in Südostasien.

## Beschreibung
Vanilla albida ist eine immergrüne Kletterpflanze, die sechs bis zehn Meter Länge erreichen kann. Der Spross ist verzweigt, im Querschnitt rund bis leicht vierkantig, die Internodien sind zehn bis 15 Zentimeter lang. Die Blätter sind lanzettlich, an der Basis abgerundet mit kurzem Blattstiel, nach vorne ist das Blatt lang und spitz ausgezogen. Die Blätter werden zehn bis 15 Zentimeter lang und 1,8 bis vier Zentimeter breit.
Der drei Zentimeter lange, traubige Blütenstand trägt drei bis neun (zwölf) Blüten. Sepalen und Petalen sind hellgrün bis weißlich, an der Spitze jeweils heller. Mit der Zeit werden die Blütenblätter gelblicher. Sie sind etwa vier Zentimeter lang, länglich bis lanzettlich geformt und enden spitz. Die Petalen sind auf der Außenseite gekielt. Die knapp fünf Zentimeter lange Lippe ist cremeweiß, an der Basis schmal, sackförmig und mit rötlicher Zeichnung, nach vorne zu wird sie breit-oval, wobei die Seiten nach oben geschlagen sind. Der vordere Rand ist stark gewellt. Auf der Lippe befindet sich eine quer verlaufende Reihe von Haaren. Die unbehaarte Säule ist bis zu ihrer Spitze mit der Lippe verwachsen. Die bis zu zwölf Zentimeter lange Kapselfrucht ist linealisch geformt, gebogen, längs mit zwei Rillen versehen, im Querschnitt vierkantig und zwei Zentimeter breit.

## Verbreitung
Vanilla albida kommt in Südostasien auf Sumatra und Java vor. Sie besiedelt Regenwälder, Comber gibt von Java Höhenlagen von 200 bis 900 Meter an.

## Systematik und botanische Geschichte
Vanilla albida wurde 1823 von Carl Ludwig Blume in Catalogus van eenige der Merkwaardigste Zoo in- als Uitheemse Gewassen te Vinden in 's Lands Plantentuin te Buitenzorg Seite 100 erstbeschrieben. Während Vanilla montana, Vanilla somai und Vanilla yersiniana teils als Synonyme angesehen werden, geben Soto Arenas und Cribb diese drei Arten als eigenständig an.
Innerhalb der Gattung Vanilla wird Vanilla albida in die Untergattung Xanata und dort in die Sektion Thethya, die sämtliche Arten der Paläotropis enthält, eingeordnet. Laut Portères ähnelt sie der ebenfalls in Asien verbreiteten Vanilla havilandii. Neben dieser Art sind weitere Verwandte Vanilla andamanica, Vanilla montana, Vanilla moonii, Vanilla sanjappae und Vanilla yersiniana.